# مجمع نوبل در مؤسسه کارولینسکا
مجمع نوبل در مؤسسه کارولینسکا (به سوئدی: Nobelförsamlingen vid Karolinska Institutet) نهادی از مؤسسه کارولینسکا است که که در اهدای جایزه نوبل در رشته پزشکی یا فیزیولوژی مشارکت دارد. دفتر مرکزی این نهاد در محوطه مؤسسه کارولینسکا در سوئد واقع شده‌است. این نهاد در ابتدا تنها یک انجمن غیررسمی از استادان مؤسسه کارولینسکا بود. اما از سال ۱۹۷۷م، به صورت یک نهاد رسمی و مستقل خصوصی درآمد. تا سال۱۹۸۴م، تمام استادان مؤسسه کارولینسکا عضو این نهاد محسوب می‌شدند اما از آن تاریخ تعداد اعضا به ۵۰ استاد محدود شد.

امور اصلی مربوط به تعیین و معرفی نامزدها توسط کمیته ۵ نفری نوبل در مؤسسه کارولینسکا انجام می‌شود. کمیته نوبل مسئول تعیین نامزدان است اما انتخاب نهایی برندگان توسط همه اعضای مجمع نوبل در مؤسسه کارولینسکا انجام می‌گیرد.

## پیشینه
جایزه نوبل در رشته پزشکی نخست در سال ۱۹۰۱م، اعطا شد. تا سال ۱۹۷۷م، همه استادان مؤسسه کارولینسکا در انتخاب برنده حق رای مستقیم داشتند اما از آن پس با تشکیل رسمی مجمع نوبل در مؤسسه کارولینسکا به عنوان یک نهاد خصوصی مستقل، تعیین نامزدان جایزه به مجمع نوبل واگذار شد. این تغییرات به این دلیل انجام گرفت که مؤسسه کارولینسکا در واقع یک دانشگاه دولتی و وابسته به دولت سوئد است و دارای استقلال لازم نبود. به این ترتیب امور مربوط به اهدای جایزه از قید مقررات دولت سوئد از جمله حداقل ۵۰ سال حفظ اسرار محرمانه پیش از انتشار مطالب، آزاد شد. تا سال۱۹۸۴م، تمام استادان مؤسسه کارولینسکا عضو این نهاد محسوب می‌شدند اما از آن تاریخ تعداد اعضا به ۵۰ استاد محدود شد.